# Прая-а-Маре
Прая-а-Маре (итал. Praia a Mare) — коммуна в Италии, располагается в регионе Калабрия, подчиняется административному центру Козенца.
Население составляет 6277 человек, плотность населения составляет 285 чел./км². Занимает площадь 22,91 км². Почтовый индекс — 87028. Телефонный код — 0985.
Покровительницей коммуны почитается Пресвятая Богородица (Madonna della Grotta). Праздник ежегодно празднуется 15 августа.
Раньше город назывался Прая-делле-Скьявони. В древние времена, а если говорить точнее, то в 10 веке это место было основным центром по продаже невольников, захваченных в византийском государстве.
Именно с этого города берет свое начало Ривьера-деи-Чедри. На европейском континенте – это единственное место, где растет самый редкий вид цитрусовых - цитроны. Напротив этого города располагается остров Дино.
Как уже было сказано выше достоинством этого туристического места являются гроты. Одним из самых посещаемых является Мадонна-делла-Гротта, который является самым старинным гротом в этом городе. В нём с 14 века на хранении находится чудотворное изображение Мадонны. В скале Винджоло всего в нескольких километрах от центра города располагается место паломничества.
Еще одно изображении Девы Марии хранится в сантуарии, который располагается непосредственно над гротом. Оно было создано в 17 веке и его называют «Снежная Мадонна». Не меньший интерес представляет и сама пещера, которая стала приютом для этой священной реликвии. Проводя раскопки в этом месте, археологами были обнаружены стоянки, относящиеся к эпохе палеолита и неолита.